# Luis María Carregado
Luis María Carregado (19 de octubre de 1950, Buenos Aires, Argentina) es un exfutbolista argentino. Jugó en clubes de Argentina, Chile y México.

## Carrera
Salió de las inferiores de Boca Juniors. Un clásico enganche, habilidoso y con buena pegada. Debutó en 1971 en Boca; donde  estuvo tapado por otro enganche, Osvaldo Potente. En 1972 jugó a préstamo en Estudiantes de La Plata y luego volvió a Boca. En 1975 emigró a Unión Española de Chile, y luego pasó por Atlante de México, All Boys y San Martín de Tucumán. Terminó su carrera jugando para Talleres de Remedios de Escalada en 1983.

## Equipos
| Club                               | País      | Año       |
| ---------------------------------- | --------- | --------- |
| Boca Juniors                       | Argentina | 1970-1974 |
| → Estudiantes de La Plata (cedido) | Argentina | 1972      |
| Unión Española                     | Chile     | 1975      |
| Atlante                            | México    | 1976      |
| Huachipato                         | Chile     | 1976-1977 |
| San Martín de Tucumán              | Argentina | 1977      |
| All Boys                           | Argentina | 1978-1980 |
| Talleres de Remedios de Escalada   | Argentina | 1981-1983 |

## Palmarés
| Título           | Club           | País      | Año  |
| ---------------- | -------------- | --------- | ---- |
| Primera División | Boca Juniors   | Argentina | 1970 |
| Primera División | Unión Española | Chile     | 1975 |